# لورا دوون
لورا دوون (متولد مری لوئیز بریلی؛ ۲۳ مه ۱۹۳۱–۱۹ ژوئیه ۲۰۰۷) بازیگر، خواننده و مدل آمریکایی بود. لورا دوون در ۲۳ می ۱۹۳۱ در شیکاگو به دنیا آمد. نام او در زمان تولد مری لو بریلی یا مری لورا بریلی است. او در شیکاگو و گروس پوینت به مدرسه رفت و در رشته روزنامه‌نگاری و علوم سیاسی وارد دانشگاه ایالتی وین شد.
پس از اجرا در تئاترهای آماتور و اپرای نور، اولین نقش حرفه ای او نقش آفرینی در نمایش دوست پسر در خانه نمایش پیشتاز در دیترویت بود. او با بازی در نقش پورتر ریکز در سریال تلویزیونی فلیپر به شهرت رسید.او در فیلم میثاق با مرگ نیز بازی کرده است.
در سال ۱۹۵۴، او تنها فرزند خود، کوین را به دنیا آورد که یک فیلمنامه‌نویس برجسته شد. در سال ۱۹۶۲، او با برایان کلی، پسر قاضی هری اف. کلی، که در آن زمان یکی از اعضای دادگاه عالی میشیگان و فرماندار سابق میشیگان بود، ازدواج کرد. آنها در ژانویه ۱۹۶۶ طلاق گرفتند.

## مرگ
دوون  بر اثر نارسایی قلبی در بورلی هیلز درگذشت.